# Robert Silverberg
Robert Silverberg (n. 15 ianuarie 1935, New York City, New York, SUA) este un autor american, cel mai bine cunoscut pentru lucrările sale science fiction, de mai multe ori premiate cu Hugo și Nebula.

## Viața
Robert Silverberg s-a născut în Brooklyn, New York. Cititor avid, încă din copilărie, el a început cu prezentarea unor povestiri pentru reviste de science fiction, în primii ani ai adolescenței. A urmat cursurile Universității Columbia și a primit titlul BA în limba engleză literatură în 1956. El nu a făcut niciodată nimic altceva în afară de  a scrie. La 18 ani scrie prima sa nuvelă pentru revista Nebula. Romanul publicat pentru prima dată, o carte pentru copii numită Revolta pe Alpha C, a apărut în 1955, și a câștigat primul său Hugo anul următor, pentru "cel mai bun scriitor nou". Pentru următorii patru ani, prin numărul său, el a scris un milion de cuvinte pe an, mai ales pentru reviste și Doubles Ace. În 1959, piața de science fiction s-a prăbușit, și Silverberg a transformat capacitatea lui de a scrie copios la alte domenii, de la non-ficțiune istorică cercetat cu atenție la softcore pornografie. În 1963 avea deja 50 de romane publicate și mai multe nuvele. A folosit mai multe pseudonime, exploatând filonul unei literaturi mediocre și rapide: Calvin Knox, David Osborne, Gordon Aghill, Robert Randall (ultimul fiind cel mai cunoscut pseudonim al său).
În anii 1960 lasă science fiction-ul deoparte și scrie mai multe cărți de popularizare a științei: First American into Space (Primul american în spațiu, 1961), Lost Cities and Vanished Civilizations (Orașe pierdute și civilizații dispărute, 1962), Sunken History: The Story of Underwater Archaeology (Istoria înecată, 1963) sau Empires in the Dust: Ancient Civilizations Brought to Light (Imperii colbuite, 1963).